# Oschatz (stacja kolejowa)
Oschatz (niem: Bahnhof Oschatz) – stacja kolejowa w Oschatz, w regionie Saksonia, w Niemczech. Znajduje się na linii Leipzig – Dresden oraz jest miejscem gdzie rozpoczyna swój bieg kolej wąskotorowa Oschatz – Mügeln – Döbeln. Do 1972 roku, stacja była także punktem wyjścia do kolejki wąskotorowej Oschatz – Strehla.
W czasach największej świetności stacja miała 25 torów normalnotorowych i 18 wąskotorowej. Stacja jest obsługiwana przez transport regionalny w kierunku Lipska i Drezna. Wraz z uruchomieniem tunelu średnicowego w Lipsku w grudniu 2013 roku stacja została włączona do sieci S-Bahn Mitteldeutschland.
Według klasyfikacji Deutsche Bahn ma kategorię 5.

## Linie kolejowe
- Leipzig – Dresden
- Oschatz – Mügeln – Döbeln - linia wąskotorowa
- Oschatz – Strehla - linia wąskotorowa